# Carldell Johnson
Carldell Johnson, detto Squeaky (New Orleans, 18 gennaio 1983), è un ex cestista e allenatore di pallacanestro statunitense.

## Palmarès
- Campione NBDL (2012)